# Milan Blagojevic
Milan Blagojevic (Sydney, 24 de dezembro de 1969) é um ex-futebolista profissional australiano, atuava como defensor.

## Carreira
Milan Blagojevic representou a Seleção Australiana de Futebol, nas Olimpíadas de 1992.